# Śląska Giełda Kwiatowa

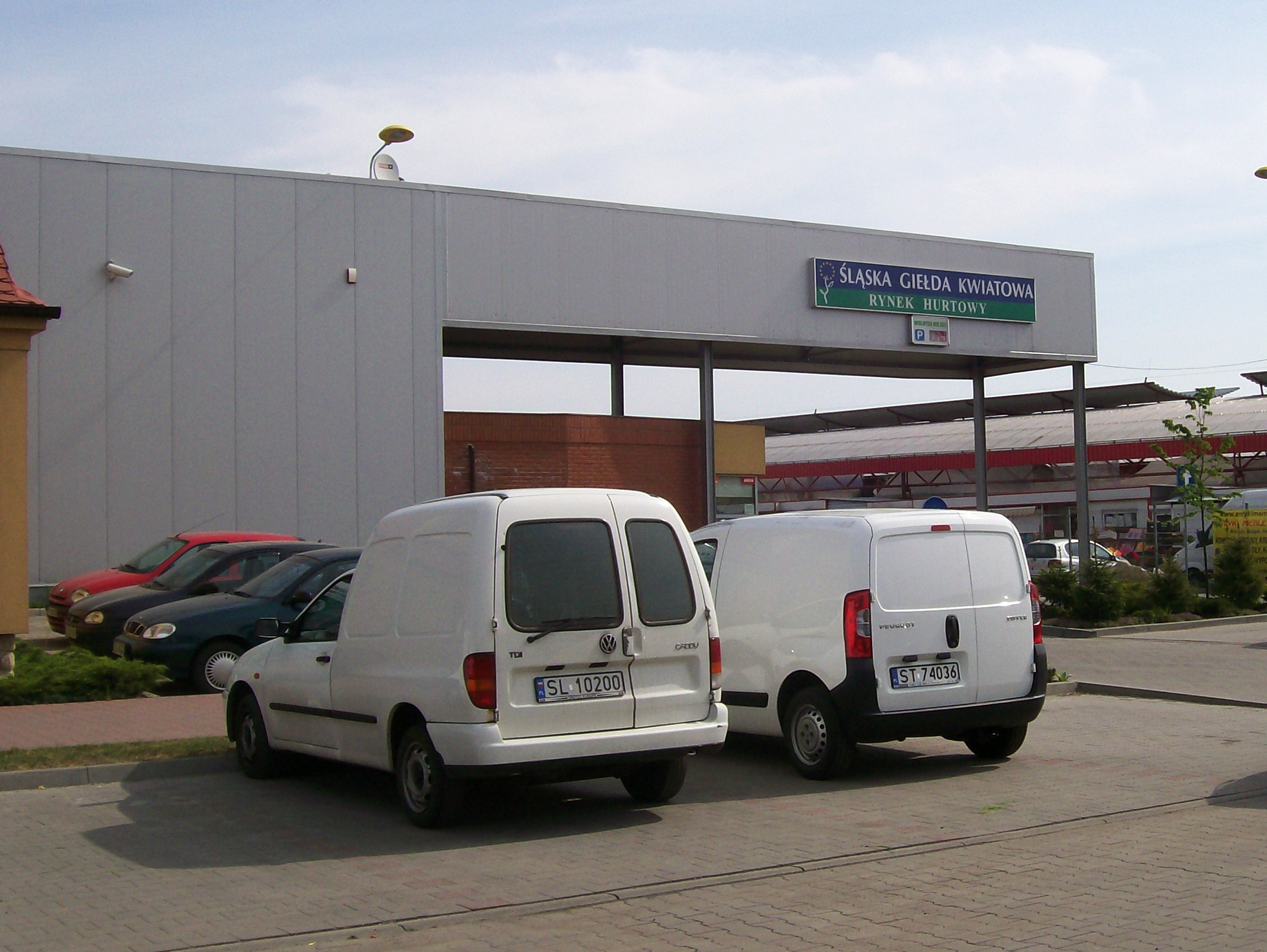
Śląska Giełda Kwiatowa

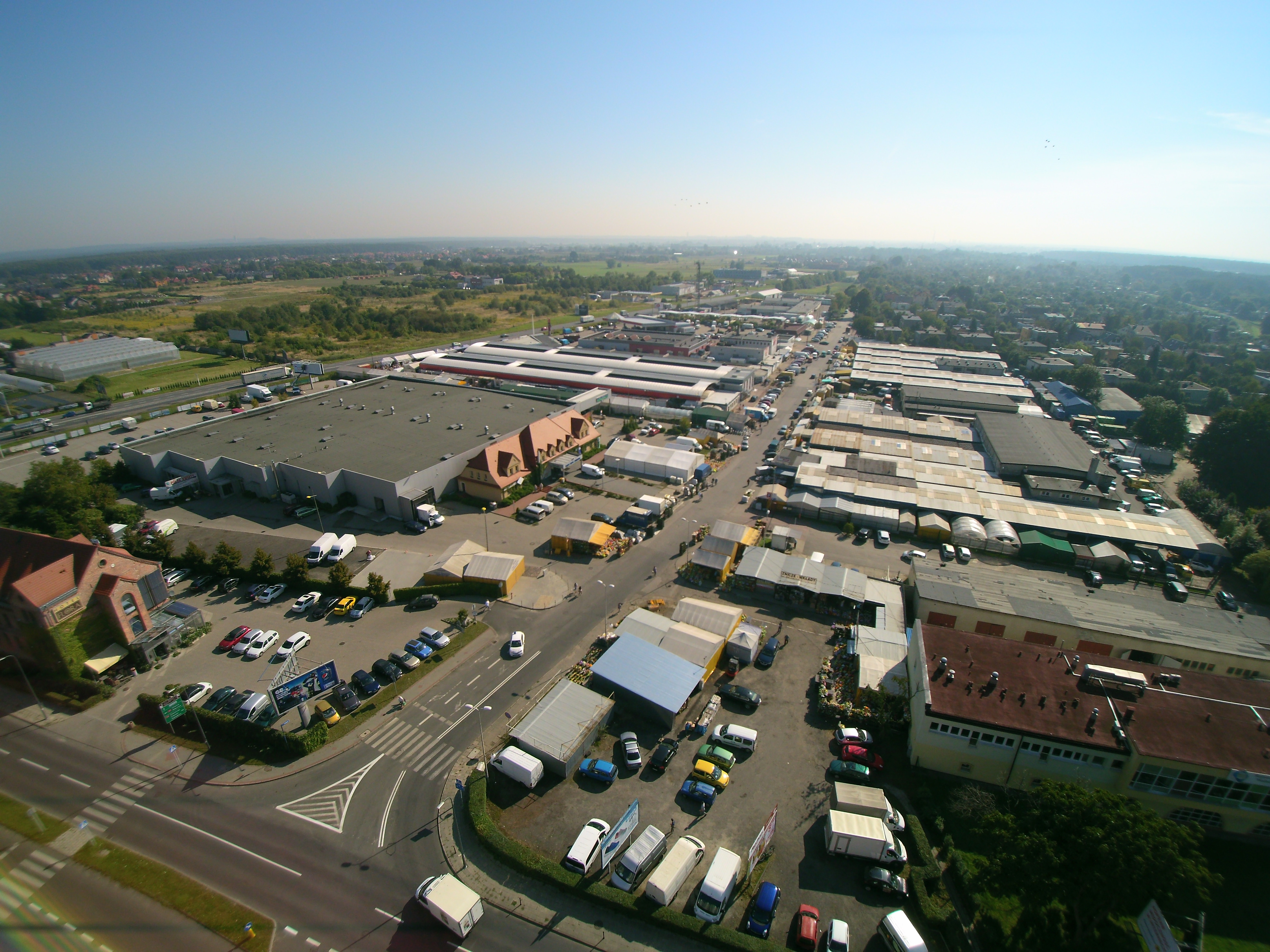
Śląska Giełda Kwiatowa

Śląska Giełda Kwiatowa – giełda w Tychach przy ul. Sadowej 3. Odbywa się tam handel kwiatami ciętymi, doniczkowymi, krzewami ozdobnymi, drzewami oraz różnorodnymi dodatkami do kwiatów, upominkami, artykułami do dekoracji wnętrz oraz świecami i zniczami.
Śląska Giełda Kwiatowa zajmuje powierzchnię około 5 ha. Została założona 1 kwietnia 1987. Można na niej kupować wszelkie akcesoria związane z florystyką i ogrodnictwem. W 2005 roku na terenie giełdy powstało Śląskie Centrum Kształcenia Florystycznego Firma „Synergia”, w którym regularnie organizowane są kursy i warsztaty florystyczne, a także wystawy i pokazy florystyczne. 
1 kwietnia 2017 roku Śląska Giełda Kwiatowa obchodziła jubileusz 30-lecia swego istnienia.
Śląską Giełdą Kwiatową zarządza czterech administratorów:
- Synergia Michał Kostelecki
- "Tyszanka" Sp. z o.o.
- OST-POL Sp. z o.o.
- Zakład Usług Motoryzacyjnych "MOTO" S.C.

## Podział Śląskiej Giełdy Kwiatowej

### W zarządzaniu firmy "Synergia"
- Hala Kwiatów ponad 5 tys. m² powierzchni
- Centrum Drzew i Krzewów Ozdobnych
- Stara część giełdy

### Niezależne od firmy "Synergia"
- "Tyszanka" Sp. z o.o.
- OST-POL Sp. z o.o.
- Zakład Usług Motoryzacyjnych "MOTO" S.C.